# Alperen Babacan
Alperen Babacan (* 18. Juli 1997 in Denizli) ist ein türkischer Fußballspieler.

## Karriere

### Verein
Babacan wurde 1997 in Denizli geboren und fing mit dem Fußballspielen im Alter von zehn Jahren in der Jugendabteilung von Pamukkale Üniversitesi Gençlik Spor an. Dort spielte er bis 2011 und wurde aufgrund seiner guten Leistungen von Denizlispor verpflichtet. Im August 2014 bekam Babacan im Alter von 17 Jahren seinen ersten Lizenzvertrag.
Sein Profidebüt gab er am 6. Dezember 2014, als er in der Zweitligabegegnung beim Derby gegen Karşıyaka SK in der Startformation stand. Für Denizlispor absolvierte Babacan bislang insgesamt 40 Ligaspiele und erzielte dabei fünf Tore. In der Sommerpause 2017 wechselte er in die Süper Lig zu Akhisar Belediyespor.
Im Januar 2018 kehrte er für die Rückrunde zurück zu Denizlispor, nachdem er in den letzten sechs Monaten nur zu einem Einsatz in der Süper Lig kam. Mit Denizlispor konnte er die Meisterschaft der TFF 1. Lig und den Aufstieg in die Süper Lig feiern.

### Nationalmannschaft
Babacan hatte im Rahmen zweier Freundschaftsspiele seine ersten Einsätze in der türkischen U-18-Fußballnationalmannschaft. Für die türkische U-21-Auswahl lief er acht Mal auf.

## Erfolge
- Meister der TFF 1. Lig und Aufstieg in die Süper Lig: 2018/19